# Stefan Srebrny
Stefan Srebrny (ur. 14 stycznia 1890 w Warszawie, zm. 12 października 1962 w Toruniu) – polski filolog klasyczny i tłumacz, znawca dramatu antycznego.

## Życiorys
Uczęszczał do IV Gimnazjum w Warszawie, ale został z niego wydalony za udział w strajku szkolnym w 1905 roku. Maturę zdał eksternistycznie w Charkowie w 1907 roku. W latach 1907–1912 studiował na Petersburskim Uniwersytecie Państwowym, gdzie jego wykładowcami byli m.in. Tadeusz Zieliński i Michaił Rostowcew. Dyplom I° uzyskał na podstawie pracy Eumenidy Ajschylosa w sztukach plastycznych starożytności. W 1916 roku uzyskał veniam legendi. Prowadził wykłady na Uniwersytecie w Petersburgu (1916-1918), wykłady w ramach Wyższych Kursów dla Kobiet (tzw. Bestużewskich i Rajewa).
W latach 1918–1923 wykładał filologię klasyczną na Uniwersytecie Lubelskim, a po 1923 na Uniwersytecie Stefana Batorego oraz w Wolnej Wszechnicy. W 1936 roku otrzymał tytuł profesora.
W 1920 roku ochotniczo wziął udział w wojnie polsko-radzieckiej
W latach 1924–1931 pisał jako krytyk teatralny do gazet wileńskich. Współpracował z Teatrem Reduta, w czasie jego działalności w Wilnie, a także z Polskim Radiem Wilno. Prowadził też działalność teatralną, w 1935 roku wystawił w Wilnie Króla Edypa Sofoklesa, a w 1938 Oresteję Ajschylosa.
W czasie II wojny światowej pracował jako nauczyciel w Gimnazjum dla Dorosłych w Wilnie, zaangażował się także w tajne nauczanie – uczył języka łacińskiego, wykładał na tajnym Uniwersytecie Wileńskim oraz w tajnym Studium Teatralnym. W sierpniu 1944 został reżyserem w Polskim Teatrze Dramatycznym w Wilnie, po jego zamknięciu w marcu 1945 pracował jako kopista w Archiwum Państwowym w Wilnie.
8 października 1945 został powołany na stanowisko profesora Uniwersytetu Mikołaja Kopernika. od 1945 do przejścia na emeryturę w 1960 roku kierował Katedrą Filologii Klasycznej UMK. Współpracował z Teatrem w Toruniu, w latach 1951–1952 był jego kierownikiem artystycznym.
W 1953 roku otrzymał nagrodę państwową III. stopnia.
Pochowany został w kwaterze ewangelickiej na cmentarzu św. Jerzego w Toruniu.
Wśród jego tłumaczeń znajdują się m.in. wszystkie zachowane tragedie Ajschylosa, osiem pierwszych (spośród jedenastu) komedii Arystofanesa oraz Król Edyp Sofoklesa, utwory Eurypidesa. W jego opracowaniu można znaleźć m.in. Antygonę i Elektrę Sofoklesa (w przekładzie Kazimierza Morawskiego).